# جان زانن
یان زانن (هلندی: Jan Zaanen؛ ۱۷ آوریل ۱۹۵۷ - ۱۸ ژانویه ۲۰۲۴) یک فیزیک‌دان در زمینه فیزیک نظری اهل هلند بود.